# Lawrence Hills
Die Lawrence Hills (englisch; russisch Нунатаки Татищева Nunataki Tatischtschewa, deutsch ‚Tatischtschew-Nunatakker‘) sind eine Gruppe von Felsenhügeln im ostantarktischen Mac-Robertson-Land. Sie ragen 9 km nördlich des Mawson Escarpment an der Ostflanke des Lambert-Gletschers auf.
Luftaufnahmen der Australian National Antarctic Research Expeditions aus den Jahren 1956, 1960 und 1973 dienten ihrer Karierung. Das Antarctic Names Committee of Australia benannte sie 1973 nach dem Regierungsbeamten Thomas Fulton Coleman Lawrence (1915–2003) vom Australian Department of Manufacturing Industry, der dort für australische Interessen in Antarktika zuständig war und unter anderem für die Benennung der Casey-Station verantwortlich zeichnete. Der Namensgeber der russischen Benennung ist nicht überliefert.